# Dumgoyne

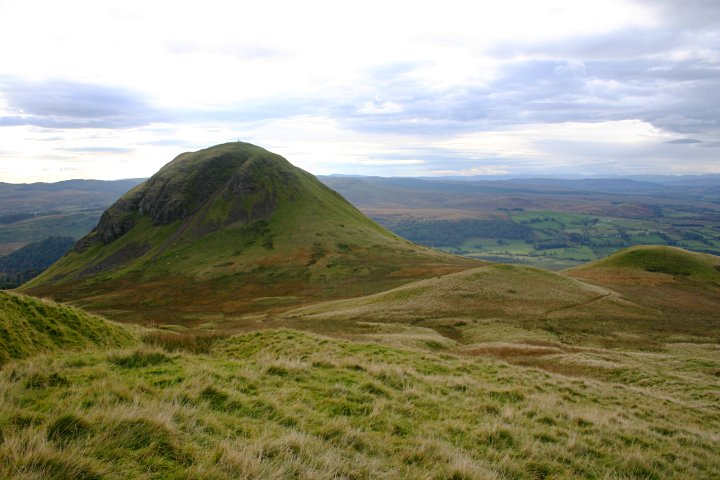
Dumgoyne widziane ze wschodu

Dumgoyne to wzgórze w paśmie Campsie Fells położonego w centralnej części Szkocji i znane głównie dzięki wspaniałemu widokowi na Glasgow. Wysokie na 427 m. Na szczyt jest łatwo wejść ścieżką obok  destylarni Glengoyne lub od strony wioski Strathblane.